# سبارتاكوس: الانتقام
سبارتاكوس: الانتقام (بالإنجليزية: Spartacus: Vengeance)‏ هو مسلسل تم إنتاجه في الولايات المتحدة. بدأ عرضه في سنة 2012. بلغ عدد حلقاته 10 حلقة، تم بث المسلسل لأول مرة بتاريخ 27 يناير 2012 بينما تم بث آخر حلقة منه بتاريخ 30 مارس 2012.

## بطولة
- بيتر مينساه بدور اونيمايوس، مدرب مصارعين سابق، ينضم إلى سبارتاكوس لاحقاً في التمرد
- لوسي لوليس بدور لوكريشيا
- مانو بينيت بدور كريكسوس، الغولي الذي لم يهزم
- دان فيورريغال بدور آغرون، مصارع جرماني قوي، وصديق سبارتاكوس المفضل
- داستن كلير بدور غانيكوس، إله الحلبة
- ليام ماكنتاير بدور سبارتاكوس، جالب المطر، قاتل ظل الموت، بطل كابوا

## وصلات خارجية
- سبارتاكوس: الانتقام على موقع ميتاكريتيك (الإنجليزية)

- الموقع الإلكتروني